# Pietro I di Béarn
Pietro di Gabarret (in spagnolo Pedro, catalano Pere, francese Pierre e occitano Pèr; 1119 circa – 1153) fu visconte di Béarn dal 1147 alla sua morte.

## Origine
Pietro di Gabarret, secondo il Cartulaire de Sainte Foi de Morlaas era il figlio maschio della Viscontessa di Béarn, Guiscarda, e del visconte di Gabarret, Pietro di Gabarret detto "Soriquers", che, secondo il documento n° XXVIII del Cartulaires du Chapitre de l'église métropolitaine Sainte-Marie d'Auch, era figlio del visconte di Gabarret, Pietro Ruggero e della sua seconda moglie, Agnese.

Secondo La Vasconie. Tables Généalogiques, Guiscarda di Béarn era figlia del visconte di Béarn, Gastone III e della viscontessa di Montaner, Talese d'Aragona, che, sempre secondo la La Vasconie. Tables Généalogiques, era figlia del conte d'Ayvar e di Xavierre, Sancho Ramírez e della sua seconda moglie, una discendente dei visconti di Montaner, di cui non conosciamo il nome.

## Biografia
Pietro viene citato, per la prima volta, nel documento n° VI del Cartulaire de Sainte Foi de Morlaas, datato 1135, inerente a una donazione alla chiesa in oggetto fatta dalla madre, la viscontessa Guiscarda, assieme a Pietro (Guiscarda vicecomitissa Bearnensis et Gavarrensis et ego Petrus filius eius).

Sua madre, Guiscarda, nel 1134, era succeduta al fratello, Centullo VI, nella viscontea di Bearn, essendo già viscontessa di Gabarret in quanto vedova di Pietro di Gabarret detto "Soriquers".
Nel 1147, Guiscarda abdicò in favore del figlio, Pietro, che fu il visconte Pietro I.
Secondo Vizcondes de Gabarret y Brulhois, Pietro, che aveva preso parte all'assedio di Fraga, nel 1134, continuò a combattere i Mori, al fianco dei re d'Aragona, e nel 1149, dal principe di Aragona, Raimondo Berengario IV di Barcellona, ricevette la signoria delle città di Huesca e di Bespen.
Pietro I morì, nel 1153, e sua madre, Guiscarda divenne reggente per il nipote, Gastone V, ancora minorenne.

Sua madre, Guiscarda morì nel mese di aprile del 1154, e la tutela del figlio di Pietro I, Gastone V, fu affidata al Conte di Barcellona, Gerona, Osona e Cerdagna e Re d'Aragona, Raimondo Berengario IV di Barcellona.

## Matrimonio e discendenza
Secondo La Vasconie. Tables Généalogiques, Pietro, nel 1145, aveva sposato, Matella di Baux (1125 - 1175), figlia di Raimondo I di Baux, italianizzato in Raimondo I del Balzo, 4° signore di Les Baux, e di Stefanetta di Provenza, sorella minore di Dolce di Carlat, e figlia del visconte di Millau, di Gévaudan, e di Carlat, Gilberto I di Gévaudan e della Contessa di Provenza, Gerberga (come ci viene confermato dalle Note dell'Histoire Générale de Languedoc, Tome II).

Matella di Baux, dopo essere rimasta vedova, nel 1155, aveva sposato, Centullo, futuro Conte di Bigorre e visconte di Marsan.

Pietro di Gabarret da Matella di Baux ebbe due figli:
- Gastone, Viscontessa di Béarn[10];
- Maria, Viscontessa di Béarn[12].

### Fonti primarie
- (LA) Cartulaires du Chapitre de l'église métropolitaine Sainte-Marie d'Auch, Biblioteca nazionale di Francia. URL consultato il 23 novembre 2021.
- (LA) Cartulaire de Sainte Foi de Morlaas. URL consultato il 23 novembre 2021.

### Letteratura storiografica
- (FR) Histoire générale de Languedoc, tomus II, Biblioteca nazionale di Francia. URL consultato il 23 novembre 2021.
- (FR) LA VASCONIE. URL consultato il 23 novembre 2021.
- (FR) Histoire générale de Languedoc, Notes, tomus II, Biblioteca nazionale di Francia. URL consultato il 23 novembre 2021.